# Associazione Sportiva Biellese 1967-1968
Questa voce raccoglie le informazioni riguardanti l'Associazione Sportiva Biellese nelle competizioni ufficiali della stagione 1967-1968.

## Rosa
| N. |                   | Ruolo | Calciatore          |
| -- | ----------------- | ----- | ------------------- |
|    | Italia (bandiera) | P     | Enzo Albertini      |
|    | Italia (bandiera) | D     | Benito Boldi        |
|    | Italia (bandiera) | A     | Virginio Canzi      |
|    | Italia (bandiera) | C     | Luciano Cerutti     |
|    | Italia (bandiera) | D     | Amedeo Cestari      |
|    | Italia (bandiera) | P     | Doriano Crespan     |
|    | Italia (bandiera) | A     | Enzo Cugnolio       |
|    | Italia (bandiera) | C     | Piergiorgio Finotti |
|    | Italia (bandiera) | D     | Giorgio Garagiola   |

| N. |                   | Ruolo | Calciatore         |
| -- | ----------------- | ----- | ------------------ |
|    | Italia (bandiera) | C     | Mario Invernizzi   |
|    | Italia (bandiera) | C     | Aldo Livraghi      |
|    | Italia (bandiera) | D     | Renato Mattarucchi |
|    | Italia (bandiera) | C     | Gualtiero Mosca    |
|    | Italia (bandiera) | A     | Ettore Ninni       |
|    | Italia (bandiera) | C     | Giuseppe Nobili    |
|    | Italia (bandiera) | C     | Massimo Puletti    |
|    | Italia (bandiera) | A     | Mario Saccani      |
|    | Italia (bandiera) | D     | Dino Valerio       |